# (791) Ани
(791) Ани (лат. Ani) — астероид главного пояса, который принадлежит к тёмному спектральному классу C. Он был открыт 29 июня 1914 года русским астрономом Григорием Неуйминым в Симеизской обсерватории и назван в честь древнего армянского города Ани (арм. Անի).

Орбита астероида Ани и его положение в Солнечной системе
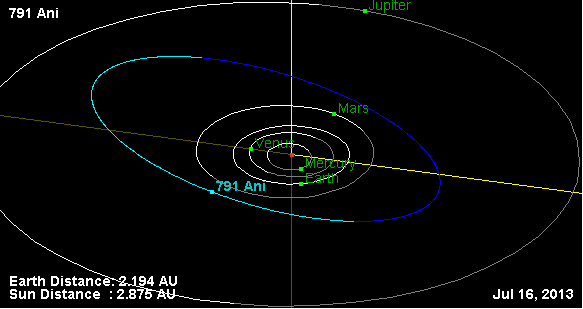
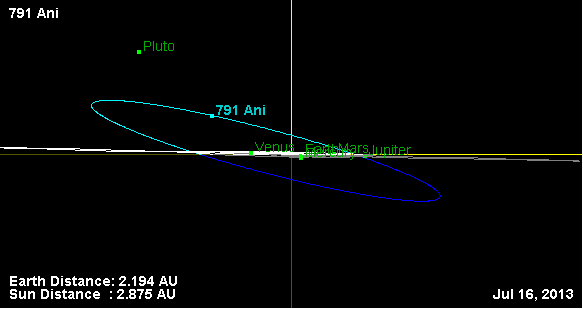